# Femmes dans l'armée

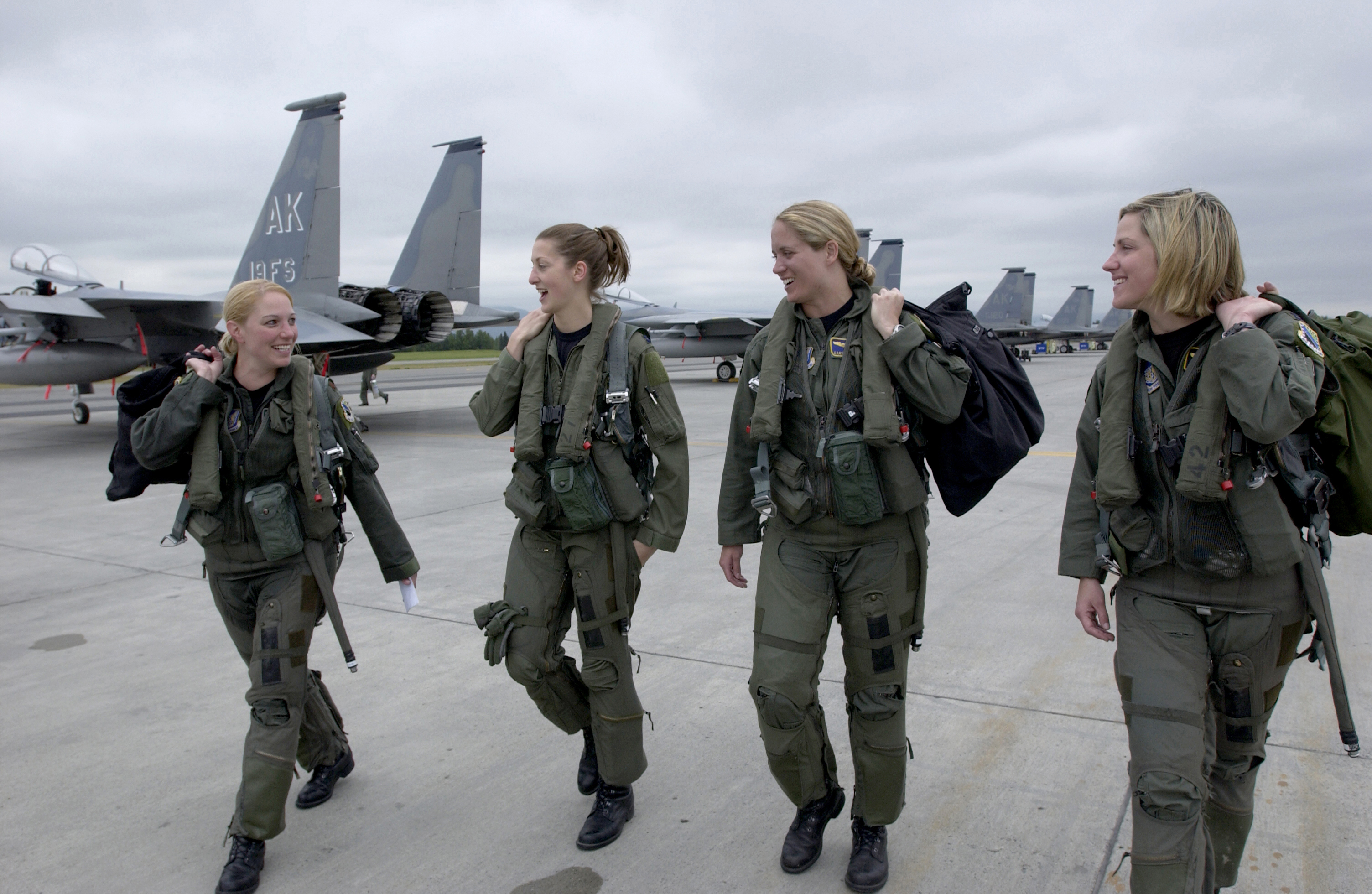
Pilotes de F-15 Eagle de l'armée de l'air américaine.

L'histoire des femmes dans l'armée s'étend sur plus de 4 000 ans à travers un grand nombre de pays et de civilisations. Depuis les guerrières de l'Antiquité jusqu'aux femmes militaires engagées dans les conflits contemporains, elles ont tenu dans les armées des rôles multiples, même si dans toutes les cultures la grande majorité des combattants ont été des hommes.
Relativement peu de femmes dans l'histoire ont combattu aux côtés des hommes : le plus souvent, elles ont été employées comme auxiliaires. Leur engagement sur le front a souvent été interdit et reste objet de controverses.

## Histoire
L'éventuelle origine historique des mythiques Amazones a fait l'objet de suppositions diverses ; les dépouilles féminines découvertes par l'archéologie dans les sépultures militaires des kourganes tendent à orienter les hypothèses vers des guerrières scythes et sarmates. Cependant, de l'Antiquité jusqu'à l'époque contemporaine, rares sont les femmes qui font la guerre, telles Iâhhotep Ire ou Jeanne d'Arc.
La féminisation des armées commence au XXe siècle. En effet, comme le note le site Chemins de mémoire lié au ministère des Armées français : « Avant le XXe siècle, la présence de femmes dans l’armée n’est pas admise, le port des armes étant considéré comme incompatible avec la féminité. Les revendications sont alors vaines et les transgressions de cette norme de genre, rares ».
En dehors de quelques femmes déguisées en hommes pour participer aux combats, celles-ci restent exceptionnelles sur les champs de bataille. Toutefois, certaines sont liées aux forces armées par leur métier : cuisine, blanchisserie (vivandières), ménage, soins infirmiers ou encore prostitution.
Durant la Première Guerre mondiale, le nombre de femmes salariées augmente fortement, remplaçant dans l'industrie les soldats mobilisés. Plusieurs femmes vont sur le front, comme infirmières, médecins, ambulancières ou encore traductrices. Quelques-unes combattent, comme la Serbe Milunka Savić, ou la Russe Maria Botchkareva et son bataillon.
Plusieurs pays, comme le Royaume-Uni et les États-Unis, accordent ensuite aux femmes le droit de vote, mais pas celui de combattre. Durant l'entre-deux-guerres, la Finlande et la Suède créent des organisations paramilitaires féminines mais ne permettant toujours pas aux femmes d'aller au front. L'URSS est une exception durant la Seconde Guerre mondiale, lors de laquelle 800 000 femmes sont déployées. Durant ce conflit, de nombreuses femmes remplacent à nouveau les hommes dans l'industrie. Par ailleurs, plusieurs armées créent des unités féminines auxiliaires mais cantonnées aux fonctions d'infirmières, d'administratrices et de secrétaires. Certaines occupent des rôles plus offensifs mais qui restent limités (les femmes britanniques peuvent charger les canons mais n'ont pas le droit de tirer ; la France libre compte un Corps des Volontaires françaises mais « il reste tabou de donner des armes aux femmes ». L'Allemagne nazie aussi compte un corps auxiliaire féminin.
Après la guerre, en Occident, la réticence d'intégrer les femmes dans l'armée combattante demeure. Toutefois, dans la seconde moitié du XXe siècle, elles sont peu à peu admises dans le personnel médical, parmi les pilotes, les tireurs d'élite, ainsi que les espions. Cette intégration limitée et inégale doit attendre la fin de la guerre froide pour changer. Les femmes sont davantage admises dans les conflits impliquant des groupes armés non étatiques (Vietnam, Afrique du Sud, Argentine, Chypre, Iran, Irlande du Nord, Liban, en Israël ou encore Nicaragua) mais de façon exceptionnelle, hors des champs de bataille, et sont écartées des forces armées une fois la paix rétablie.
À partir des années 1970, de nouveaux postes s'ouvrent aux femmes dans les armées occidentales. En effet, la conscription laisse progressivement place à des armées de métier, avec des soldats volontaires, les femmes y étant acceptées afin de palier le manque d'hommes. La deuxième vague féministe joue en parallèle un rôle important, s'opposant aux stéréotypes sexistes et soutenant l'égalité des chances.
En 1975, les États-Unis permettent aux femmes d'intégrer les académies militaires. La plupart des pays membres de l'OTAN suivent cette initiative dans les années 1980. En 1989, la Commission canadienne des droits de l'homme juge discriminatoire l'interdiction faite aux femmes de combattre. Des procédures judiciaires victorieuses ont lieu dans d'autres pays. Des femmes commencent à servir sur des navires de guerre de surface et comme pilotes de chasse en Amérique, en Europe, ainsi qu'en Israël. À partir des années 1990, les discriminations visant les femmes s'atténuent dans la plupart des armées occidentales, où elles sont intégrées, notamment dans les unités combattantes.
Au début du XXIe siècle, une vingtaine d'États autorisent les femmes à combattre en première ligne.

### Époque contemporaine

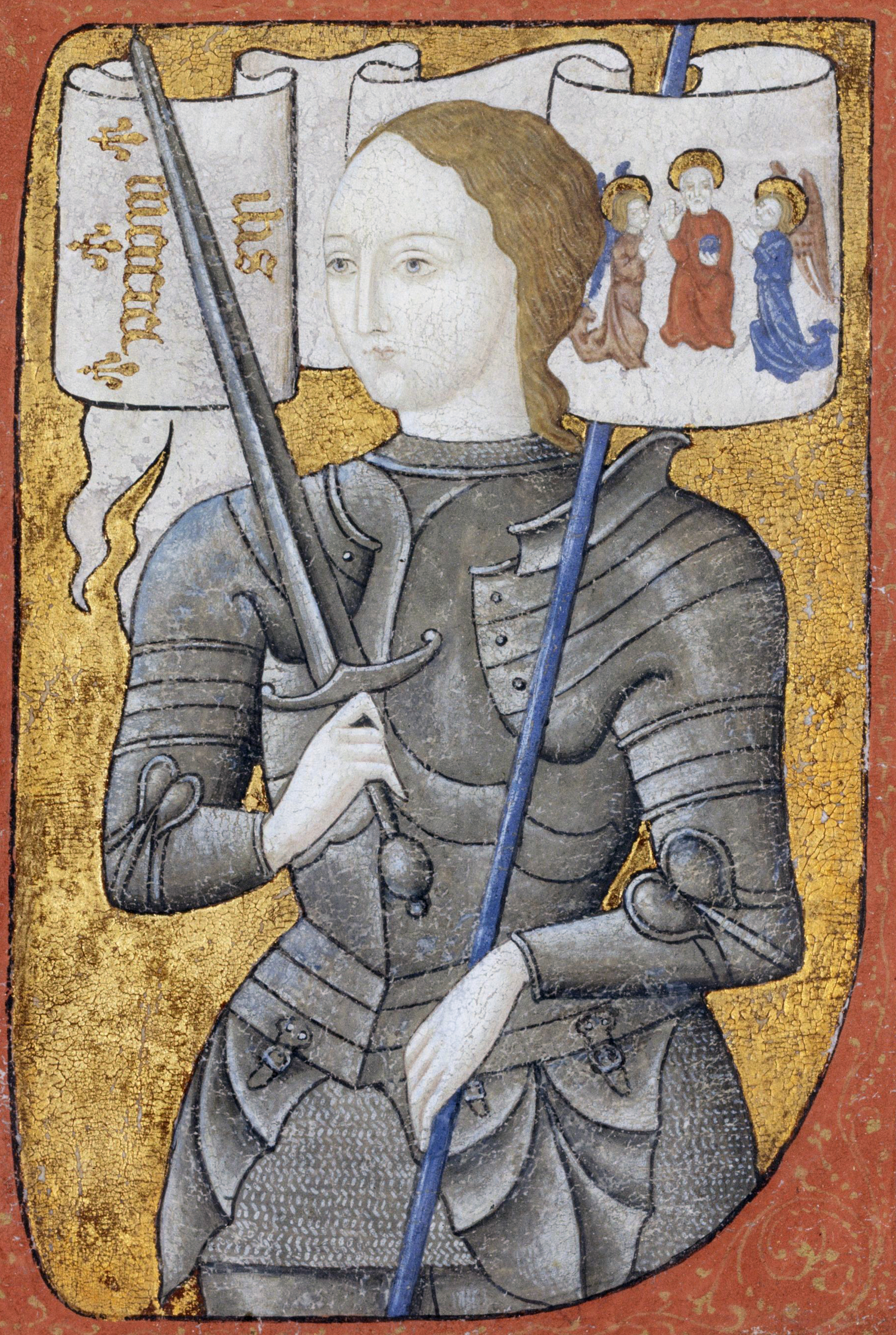
Jeanne d'Arc en armure.

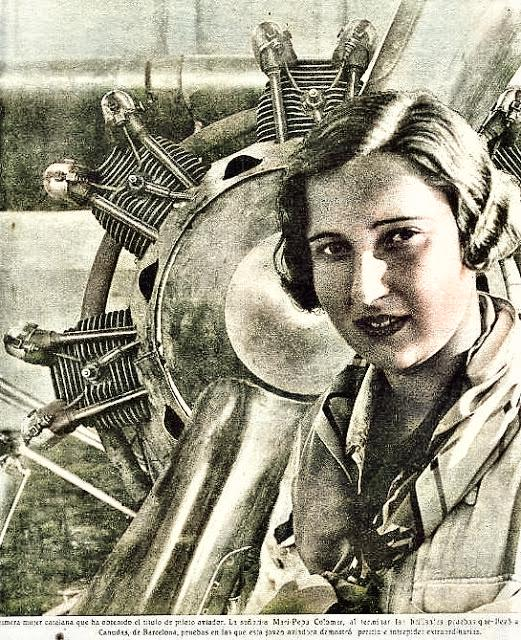
L'aviatrice Maria Josep Colomer, officier de la guerre d'Espagne.

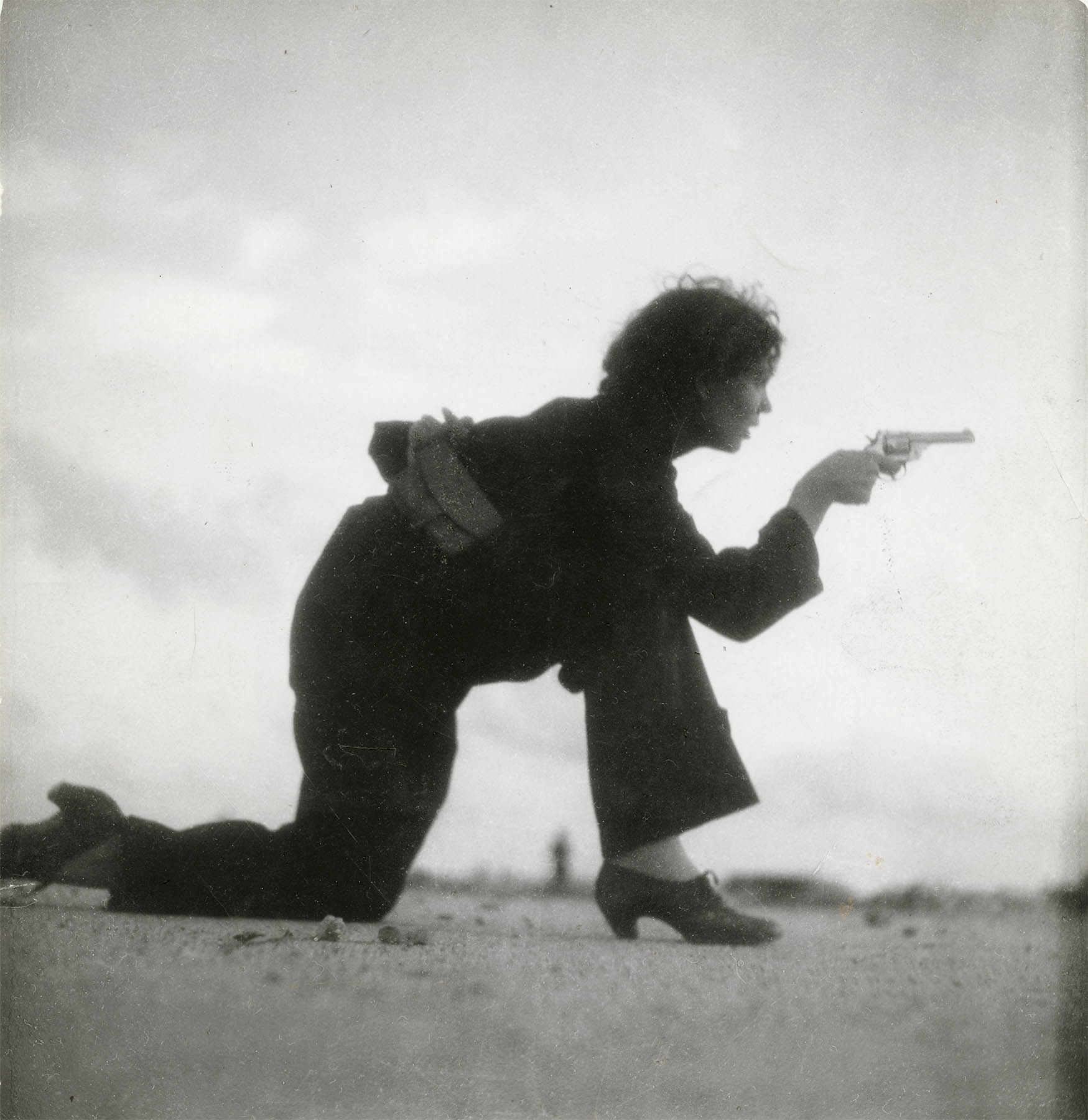
Soldate républicaine à Barcelone, photographie de Gerda Taro en 1936.

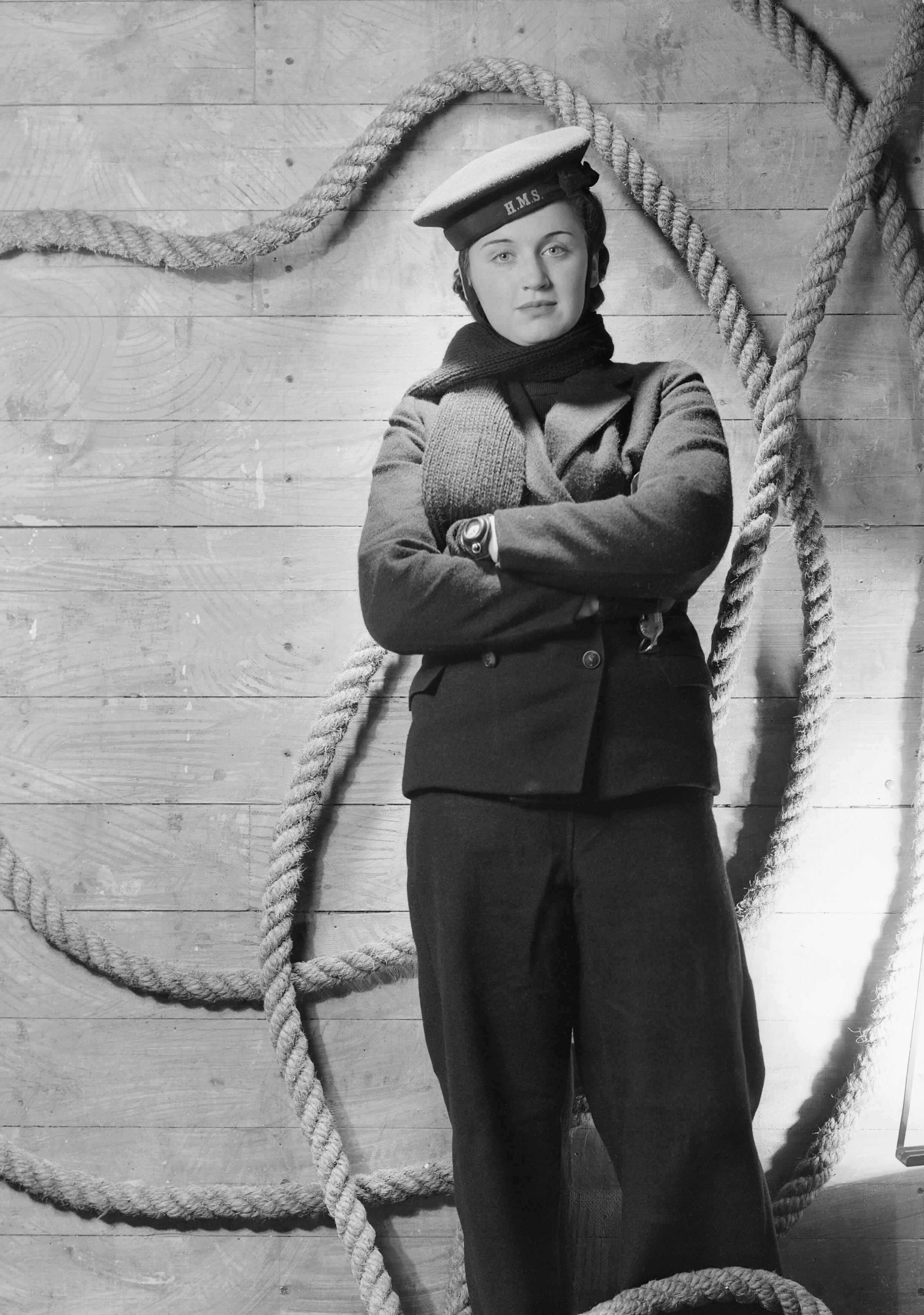
Femme du Women's Royal Naval Service en 1942. Photo de Cecil Beaton.

Soldates américaines en Birmanie en 1944.

Au XIXe siècle, la première vague féministe revendique la reconnaissance de l'égalité des droits des femmes avec ceux des hommes, notamment celui de servir dans l'armée, qui est progressivement obtenu surtout lors de la deuxième vague.
Au cours de la Première Guerre mondiale, près de 6 000 femmes combattent dans l’armée russe. En 1917, la russe Maria Botchkareva forme le 1er bataillon féminin de la mort, constitué de femmes volontaires. La même année sont créés au Royaume-Uni le Queen Mary's Army Auxiliary Corps (en) et le Women's Royal Naval Service. La femme la plus décorée du conflit est la serbe Milunka Savić.
La guerre civile finlandaise voit la création d'une organisation d'auxiliaires volontaires exclusivement féminines, appelée Lotta Svärd : on compte alors 150 000 lottas pour 600 000 hommes dans l'armée finlandaise.
La guerre d'Espagne (1936-1939) voit de nombreuses femmes recrutées dans les milices et l'armée républicaines, comme la jeune Pepita Laguarda Batet (1919-1936), première soldate morte sur le front d'Aragon durant le conflit, l'aviatrice et instructrice militaire Maria Josep Colomer i Luque (1913-2014), engagée dans l'armée espagnole avec le grade d'officier, ou encore Ángeles Flórez Peón (1918-2024). Elle était considérée comme la dernière milicienne vivante de la guerre d'Espagne.
Pendant la Seconde Guerre mondiale, toutes les armées comptent des auxiliaires féminines, sauf l'armée japonaise. En Australie, la Women's Auxiliary Australian Air Force, dirigée par Clare Stevenson, est créée pour faire participer les femmes dans les efforts de guerre dans le Pacifique. Parmi les forces du Troisième Reich, les SS ont pour pendant féminin les aufseherinnen (surveillantes), tandis que la Wehrmacht s'appuie sur les Wehrmachthelferin, également  connues en français sous le surnom de « souris grises » à cause de la couleur de leur uniforme. Elles gardent leur statut civil et sont essentiellement utilisées dans la logistique, les transmissions ou les camps ; cependant, à partir de février 1945, certaines sont autorisées à entrer dans la Volkssturm pour défendre Berlin. Dans l'armée britannique, les femmes sont 400 000 à la fin de la guerre, soit 9 % des effectifs. L'armée rouge compte 500 000 femmes à partir de 1942, un million à la fin de la guerre. Le Women's Army Corps (WAC), branche féminine de l'armée américaine, voit plus de 150 000 femmes y servir.
Dans les deux camps et sur chaque front, des centaines de milliers de femmes sont engagées dans les combats du second conflit mondial. Allemandes d'un côté, Britanniques et Soviétiques de l'autre contribuent activement aux pertes infligées à l'ennemi ; en contrepartie, elles sont tuées, blessées ou capturées. Les Américaines, en revanche, ne sont pas envoyées au combat. Quant aux Allemandes, de fait leur mobilisation entre en contradiction avec l'idéologie du régime. Pour Hitler, le devoir de la femme nazie est d'assurer la survie de la race aryenne dans la salle d'accouchement, non sur le champ de bataille. En février 1945, il se résout cependant à la création d'un bataillon d'infanterie féminin expérimental.
Depuis le début des années 1970, la plupart des armées occidentales ont commencé à admettre les femmes dans le service actif. Seuls quelques pays les autorisent à remplir des fonctions combattantes : Nouvelle-Zélande, Canada, Danemark, Finlande, France, Italie, Allemagne, Norvège, Israël, Serbie, Suède, Suisse, ainsi que les États-Unis depuis décembre 2015 (l'interdiction remontant à 1948). En 2013, dans le contexte de la guerre civile syrienne et pour pallier la baisse des effectifs dans l'armée (morts, fuites vers l'Europe, désertion, etc.), le président Bachar el-Assad autorise les femmes à combattre sous l'uniforme. Il en est de même en Ukraine depuis une loi de 2018, adoptée dans le cadre de la guerre avec la Russie.

## Places des femmes par pays

### Danemark
Au Danemark, le service militaire est historiquement obligatoire pour les hommes, les femmes pouvant s'engager volontairement. Le 1er juillet 2025, face à la menace russe, l'obligation de service militaire s'étend aux femmes. Les appelés sont sélectionnés par tirage au sort. Cette extension de la conscription obligatoire aux femmes suit celle décidée dans les pays scandinaves voisins (en Norvège par un vote de 2013, mis en place en 2016 ; en Suède en 2017).

### Espagne
Les femmes ayant étant nombreuses à combattre dans l'Armée populaire de la République et dans les Brigades internationales durant la guerre d'Espagne (1936-1939), elles ont, depuis la fin de la dictature franquiste et la Transition démocratique, une place particulière dans l'armée espagnole, comme Pilar Mañas Brugat, première officière de l'Armée de l'air des Forces armées espagnoles (FAS) à prendre le commandement d'une unité en 2017 et nommée « Femme de référence » par l'Institut de la femme du gouvernement de l'Espagne en 2018.

### France
Lors de la Révolution française, Théroigne de Méricourt soutient le droit de vote des femmes et celui de combattre, demandes qui se révèlent impopulaires.
Les femmes peuvent servir dans les unités combattantes de l'armée depuis 2000.
L'armée française compte 16,5 % de femmes, ce qui en fait l'une des armées les plus féminisées au monde.

## Sociologie
Les femmes sont minoritaires dans toutes les armées où elles sont présentes. Bien que l'une des raisons de cette minorité est qu'elles peuvent être victimes de sexisme et d'agressions sexuelles de la part de leurs collègues ou supérieurs, il ne faut pas oublier qu'à travers l'histoire, quand les femmes étaient autorisées à combattre, les hommes y étaient souvent forcés.